# Paul Bunyan

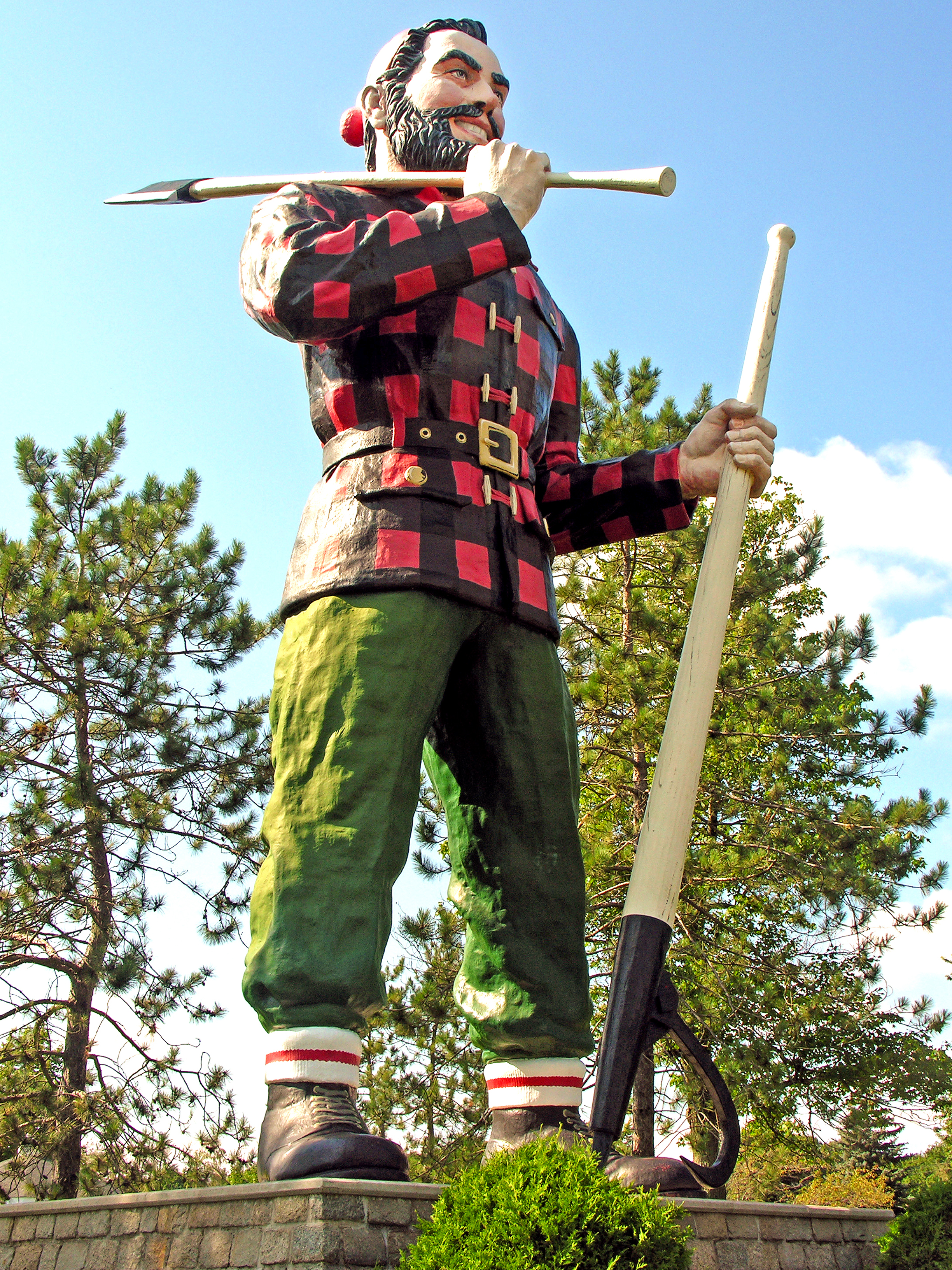
En jättestaty av Paul Bunyan i Bangor, Maine.

Paul Bunyan är en fiktiv jätte vars yrke är skogshuggare och som förekommer i folklor från Nordamerika (Kanada och USA).
Berättelserna inkluderar även en blå oxe vid namn Babe som skulle ha samma proportionella storlek som Bunyan, vilket alltså innebär en jätteoxe. Enligt vissa berättelser skulle Paul Bunyan och Babe tillsammans ha skapat Klippiga bergen och Stora sjöarna.
Berättelserna publicerades först i Detroits News Tribune 1910. De kan möjligen härledas från Québecfransk folklor om Ti-Jean eller Jean Bonhomme.